# أولاف هيريديا
أولاف هيريديا (بالإسبانية: Olaf Heredia) هو لاعب كرة قدم مكسيكي، ولد في 19 أكتوبر 1957 في Apatzingán ‏ في المكسيك. شارك مع منتخب المكسيك لكرة القدم. أما مع النوادي، فقد لعب مع تايجرز أونال وسانتوس لاغونا وكروز آزول ونادي أونيفرسيداد ناسيونال.

## وصلات خارجية
- أولاف هيريديا على موقع الاتحاد الدولي (مؤرشف)  (الإنجليزية)
- أولاف هيريديا على موقع قاعدة بيانات كرة القدم.إي يو (الإنجليزية)
- أولاف هيريديا على موقع ناشيونال فوتبول تيمز (الإنجليزية)
- أولاف هيريديا على موقع Soccerway.com (الإنجليزية)